# فيرييري
فيرييري (بالإيطالية: Ferriere)‏ هي بلدية في مقاطعة بياتشنزا في إقليم إميليا رومانيا الإيطالي.

## السكان
في سنة 1861 بلغ عدد السكان 6٬629 نسمة، وتطور العدد ليصل في سنة 2011 لـ 1٬425 نسمة.
يظهر هذا المخطط البياني تطور النمو السكاني لـ فيرييري